# Banconote della lira italiana
Le banconote della lira italiana sono state strumenti di pagamento, in forma cartacea, dall'introduzione della lira come valuta del Regno d'Italia, fino all'entrata in vigore dell'euro il 1º gennaio 2002. Nel corso della loro storia, sono stati emessi 19 tagli di banconota, dal più basso di valore, la banconota da 50 centesimi di lira, al più alto, quella da 500 000 lire.

## Regno d'Italia (1861-1946)
La lira (simbolo: ₤, comunemente anche L. o LIT) divenne ufficialmente la valuta italiana con l'emissione del decreto del 24 agosto 1862, con il quale ebbe corso legale e sostituì tutte le altre valute circolanti negli stati pre-unitari. 
Anche prima dell'unificazione italiana, varie banche della penisola avevano emesso banconote sotto forma di carta moneta convertibile in metallo prezioso. A seguito dell'unificazione politica dell'Italia, la Banca Nazionale nel Regno d'Italia, emise banconote da 25, 50, 100, 500 e 1.000 lire di misure 80 x 40 mm, che venivano stampate dall'Officina carte valori di Torino.
Nel 1866 le banconote divennero inconvertibili; fu stabilito dunque il corso forzoso fino al 1881. A causa di ciò, la diffusione di banconote sul mercato divenne più difficile, in quanto i cittadini preferivano le monete; fu così che il governo italiano decise nel 1874 di emettere biglietti di piccolo taglio. 
Nel 1881 il governo decise di prolungare la durata del corso forzoso per altri due anni e, a causa di una crisi finanziaria, nel 1887 venne nuovamente impedita la convertibilità tra la banconota e il corrispettivo in metallo prezioso.
Nel 1895, il governo italiano affidò la stampa delle banconote alla Banca d'Italia e venne emesso il primo regolamento per i biglietti di banca. Si decise di utilizzare esclusivamente la carta bianca filigranata fornita da cartiere italiane, mentre i disegni riportati sulle banconote furono fatti dall'orafo senese Rinaldo Barbetti. Molti osservatori criticarono la banalità del disegno e le carenze nell'esecuzione, che secondo loro avrebbero facilitato la falsificazione; nonostante ciò quelle stesse banconote verranno stampate anche nei decenni successivi.
Nel 1910 Giovanni Capranesi venne incaricato di disegnare nuove banconote da 50, 100, 500 e 1 000 lire. La prima banconota, quella da 50 lire, venne emessa al pubblico solamente nel 1915 e vi rimase fino al 1950. Contemporaneamente vennero avviati da parte della Banca d'Italia i lavori per la costruzione di una cartiera per la produzione della carta in proprio, ma a causa dell'insufficienza di materiale, la produzione della carta filigrana venne sempre eseguita anche presso Cartiere Miliani Fabriano.
Nel 1928 venne istituito l'Istituto Poligrafico e Zecca dello Stato, che aveva il compito di provvedere al fabbisogno grafico e alla stampa della pubblica amministrazione, tra cui appunto le banconote.
Durante la Seconda guerra mondiale si conclusero a L'Aquila i lavori dello stabilimento per la produzione delle banconote da: 50, 100, 500 e 1 000 lire, che dovevano circolare nell'Africa italiana e in Albania. Purtroppo, l'edificio subì gravi danni durante i bombardamenti e nel 1944 terminò la sua produzione.
Al contempo, a Roma erano ancora in diffusione le banconote disegnate da Barbetti. Nel nord Italia, con la nascita della Repubblica Sociale Italiana, ripresero le attività negli stabilimenti dell’Istituto Italiano Arti Grafiche di Bergamo, delle Officine Alfieri e Lacroix di Milano e dell’Istituto Geografico De Agostini di Novara.
Nel sud Italia a seguito dello sbarco degli alleati si diffuse un nuovo tipo di moneta, la Am-lira, che rimase in commercio fino al 1950.

## Tipi di banconote nel periodo pre-fascista (1861-1922)

### Banconota da 50 centesimi
La banconota da 50 centesimi era di colore bronzo e sopra di essa era riportata la scritta a corso forzoso inconvertibile. Fu stampata solamente nel 1874 ed era un biglietto di consorziale.

### Banconota da 1 lira
La banconota da 1 lira presenta cinque versioni:
1. La prima, del 1869, è di colore verde chiaro. Sul recto sono presenti quattro ovali, due nella parte superiore, in cui in ciascuno è inserito il valore della banconota, e due nella parte inferiore, in cui compare il contrassegno di stato. Nel verso invece compaiono dei personaggi storici tra cui Camillo Benso.
2. La seconda, del 1874, è di colore verde e rosso arancio. Sul recto è presente il valore della banconota, mentre sul verso è raffigurato un soggetto non definito.
3. La terza, del 1881, differisce leggermente dall'emissione precedente.
4. La quarta, del 1893, è di colore verde-arancio sul recto e azzurro sul fronte. Sulla parte sinistra del recto compare il re di profilo, mentre al centro dell verso è presente lo stemma dei Savoia. Di questo tipo si stamparono 7 serie da 1 000 000 di pezzi ciascuna.
5. La quinta, del 1914, presenta due sole differenze con la versione precedente: re Umberto I viene sostituito dal re Vittorio Emanuele III e il volto del re è rivolto a sinistra e non più a destra.

### Banconota da 2 lire
La banconota da 2 lire presenta quattro versioni: 
- La prima, del 1866, è di colore verde chiaro. Sul recto è raffigurato Camillo Benso, mentre sul verso è presente una scritta, che verrà poi utilizzata anche per altre banconote:

(Retro banconota da 2 lire)
- La seconda, del 1874, è di colore verde chiaro. Sul recto viene esplicitato che la banconota è un biglietto consorziale a corso forzoso ed inconvertibile, mentre sul verso è riportata la stessa scritta della versione precedente.
- La terza, del 1894, è di colore rosaceo. Sul recto è presente il re raffigurato di profilo, mentre sul verso compare al centro lo stemma dei Savoia.
- La quarta, del 1914, differisce dalla versione precedente solo per la sostituzione del re Umberto I con il nuovo sovrano, Vittorio Emanuele III, ritratto di profilo verso sinistra.

### Banconota da 5 lire
La banconota da 5 lire presenta quattro versioni:
1. La prima, del 1866, è di colore azzurro. Sul recto compaiono due figure: Camillo Benso e Cristoforo Colombo. Sul verso compare una figura centrale circondata da 4 riquadri in ognuno dei quali compare un cinque.
2. La seconda, del 1874, è di colore rosaceo. Sul recto compare il 5 ripetuto due volte, mentre sul verso è riportata una scritta simile a quella della banconota da 2 lire.
3. La terza, del 1892, è di colore marrone chiaro. Sul recto compare un'effigie del re Umberto I ritratto di profilo, mentre sul verso il re è accompagnato da un riquadro contenente un 5.
4. La quarta, del 1904, è di un colore più chiaro. Sul recto della banconota compare un'effigie del re Vittorio Emanuele III ritratto di profilo verso sinistra, mentre sul verso viene riportano la data di emissione con la scritta: “Regio Decreto 7 ottobre 1904 N.556".

### Banconota da 10 lire
La banconota da 10 lire presenta quattro versioni:
1. La prima, del 1866, è di colore verde. Sul recto sono raffigurati Camillo Benso e Cristoforo Colombo, mentre sul verso viene riportata al centro la scritta della banconota da 2 lire.
2. La seconda, del 1874, è di colore azzurrino. Sul recto viene esplicitato che la banconota è un biglietto consorziale a corso forzoso inconvertibile, mentre sul verso compare un soggetto non definito.
3. La terza, del 1883, è di colore arancio. Sul recto è riportata un'effigie del re Umberto I così come sul recto.
4. La quarta, del 1910, è di colore azzurrino. È molto simile alla precedente, con la differenza che l'effigie del re non è presente sul verso.

### Banconota da 20 lire
La banconota da 20 lire presenta un'unica versione, che risale al 1874 ed è un biglietto di stato. Sul recto presenta lo stemma dei Savoia su sfondo azzurrino.

### Banconota da 25 lire
La banconota da 25 lire presenta 3 versioni, di cui solo l'ultima è una banconota emessa dalla Banca d'Italia:
1. La prima, del 1895, è di colore rosaceo. Sul recto viene riportata una raffigurazione di una donna, mentre sul verso è presente uno sfondo ricco di particolari.
2. La seconda, del 1902, è di colore chiaro. A sinistra sul recto compare l'effigie di Vittorio Emanuele III rivolto verso destra, al centro compare lo stemma dei Savoia. Sul verso compare la scritta 25.
3. La terza, del 1918, è di colore arancio e azzurro. Sul recto è presente un'aquila, mentre sul verso compare l'Italia turrita.

### Banconota da 50 lire
La banconota da 50 lire presenta 3 versioni, tutte emesse dalla Banca d'Italia:
1. La prima, del 1873, è di colore verde chiaro. Sul recto compare un'effigie dell'Italia turrita, mentre sul verso è riportato lo stemma dei Savoia al centro di un'ancora.
2. La seconda, del 1896, è di colore verde più intenso rispetto alla versione precedente. Sul recto compare una grande L, mentre sul verso viene inserita un'effigie di una donna.
3. La terza, del 1915, presenta un forte cambiamento di stile e di colori rispetto alla versione precedente. Sul recto appare la dea Minerva, che tiene in una mano lo scudo e nell'altra l'ulivo. Intorno alla figura della dea, Capranesi inserisce rami e aranci che fanno da contorno anche all'effigie di Dante Alighieri; inoltre viene rimossa la matrice laterale. Sul verso invece sono raffigurati due buoi che tirano un aratro, il tutto circondato da una cornice arancione.

### Banconota da 100 lire
La banconota da 100 lire presenta due versioni:
1. La prima, del 1874, è di colore azzurrino. Sul recto viene riportato il valore della banconota esplicitando che è un biglietto consorziale a corso forzo inconvertibile, mentre al centro sul verso è inserita l'effigie di una donna.
2. La seconda, del 1897, è di colore marroncino. Sul recto è rappresentata la grande B, mentre sul verso dei soggetti raffigurati con uno stile classico.

### Banconota da 250 lire
La banconota da 250 lire è presente solo nella versione del 1874 come biglietto consorziale

### Banconota da 500 lire
La banconota da 500 lire presenta 2 versioni, entrambe emesse dalla Banca d'Italia:
1. La prima, del 1898, è di colore rosa. Sul recto viene riportata la grande C con la matrice laterale, mentre sul verso Barbetti raffigura dei soggetti utilizzando uno stile classico.
2. La seconda, del 1919, è di colore più scuro rispetto alla versione precedente. Sul recto viene raffigurata una donna presumibilmente contadina e un'effigie con Leonardo da Vinci. Sul verso invece sono presenti: un'aquila e un gruppo scultoreo realizzato da Nicola Cantalamessa. Questa versione fu realizzata utilizzando il disegno di Capranesi, che si ispirò alla banconota da 50 lire, sempre fatta da lui.

### Banconota da 1 000 lire
La banconota da 1 000 lire è la banconota di valore più alto realizzata durante il Regno d'Italia. Sono presenti 3 versioni, di cui solamente la prima è un biglietto di stato:
1. La prima, del 1874, è di colore verde. Sul recto sono raffigurati dei soggetti disegnati con uno stile classico, mentre sul verso sono rappresentati gli stemmi di Genova e Torino, con in basso il busto di Cristoforo Colombo.
2. La seconda, del 1878, è di colore azzurrino. Sul recto sono raffigurate al centro due donne che si tengono per mano, mentre ai lati sono presenti due bambini. Sul verso i soggetti rimangono uguali alla versione precedente.
3. La terza, del 1896, è di colore rosaceo. Sul recto è rappresentata la grande M, mentre sul verso sono inserite due effigie.

## Tipi di banconote emesse tra il ventennio fascista e la nascita della Repubblica (1922-1946)
Con il decreto ministeriale del 19 maggio 1926, le banconote italiane vennero ritoccate dal punto di vista grafico. Venne infatti deciso che sul verso della banconota andava posto il fascio littorio mentre sul recto doveva apparire la data, a cui seguiva l'ordinale in numeri romani con l'anno dell'era fascista.
Durante il ventennio, la Banca d'Italia creò solamente tre nuovi tipi di banconote:
- La banconota da 50 lire, secondo il decreto Ministeriale del 10 ottobre 1933, che stabiliva che sul recto doveva apparire Giulio Cesare con alla sua destra i dati di emissione, mentre sul verso doveva comparire la Lupa capitolina.
- La banconota da 100 lire, che fu emessa nel 1931 e contiene simboli forti legati al contesto socio-politico dell'epoca. Infatti, sul recto della banconota, sotto la scritta cento, compare la personificazione di Roma elmata, seduta davanti alla lupa capitolina; il personaggio tiene una lancia in mano e sotto il braccio uno scudo con la scritta SPQR, molto in voga in quegli anni.
- La banconota da 1 000 lire risale al 1930. Essa fu fatta seguendo il decreto ministeriale del 1929, secondo il quale sul recto della banconota doveva comparire un ovale con un festone floreale, interrotto in alto dal contrassegno di stato, e in basso dalle personificazioni delle regine del mare, ovvero Genova e Venezia.

Negli ultimi anni del governo fascista, a causa dell'arrivo della guerra, non si ricorse a nuove emissioni di banconote, ma furono riciclati modelli pre-esistenti, come quello da 100 lire fatto da Barbetti a inizio secolo, a cui veniva cambiato il colore in giallo paglierino. Altri modelli ripresi furono il biglietto da 500 e 50 lire (sempre in stile Barbetti).
L'ultima lira del regno, denominata Impero, venne coniata tra il 1939 e il 1943.
Tra il 1944 e 1946 furono emessi quattro biglietti, rispettivamente di 1 lira, 2 lire, 5 lire e 10 lire riferibili alla cd. Lira Luogotenenziale.

## Repubblica italiana (1946-2002)
La prima lira della repubblica, la lira Arancia, fu emessa tra il 1946 e il 1950. La valuta italiana dopo la guerra fu vittima di una pesante inflazione, e a causa della perdita sul potere di acquisto, si decise di emettere le banconote da 5 000 e 10 000 lire, mentre si decise di togliere le monete in centesimi. Si calcola infatti che tra il 1938 e il 1964, la lira abbia perso di cento volte il suo potere di acquisto.
Negli anni '60, la Banca d'Italia decise di ristampare nuove banconote e affidò il compito di disegnarle a Florenzo Masino Bessi. Il progetto era quello di inserire nei biglietti da 1 000, 5 000 e 10 000 i ritratti di Verdi, Raffaello e Michelangelo, mentre per quelli di taglio superiore fu scelto di inserire l'effigie di Leonardo. Si trattò quindi di un'innovazione, in quanto vennero ridimensionati i biglietti, in modo da poter entrare in un portafoglio senza bisogno di piegarli. A fine anni '60 fu introdotto il filo metallico di sicurezza e inoltre il contrassegno di stato divenne il leone di San Marco.
Durante gli anni '70 vennero prodotti due nuovi tagli intermedi di banconote, quella da 2.000 e 20.000 lire. Inoltre, si decise di combattere la contraffazione con un metodo del tutto nuovo: si introdussero sulle banconote dei volti anonimi, in modo che il popolo italiano prestasse più attenzione alla banconota. I disegni per queste nuove banconote furono affidati a Giovanni Pino e Guglielmo Savini.
Nel decennio successivo, la contraffazione venne arginata con l'introduzione di macchinari appositi per il riconoscimento del biglietto falso; venne anche colorata la carta filigranata con fibrine luminescenti. Nonostante ciò, nel 1985 avvenne uno dei casi più famosi dell'arte di contraffazione italiana: furono sequestrati in Sicilia 14 000 esemplari di biglietti da 50 000 falsi. Le banconote false erano state ritoccate a mano nei disegni ed avevano subito 25 passaggi di stampa, in modo che fosse del tutto uguale all'originale.
A partire dagli anni '80 venne stampata una nuova serie di banconote, l'ultima della lira italiana, con le effigi di:
- Marco Polo e successivamente Maria Montessori su quella da 1 000.
- Guglielmo Marconi su quella da 2 000.
- Vincenzo Bellini su quella da 5 000.
- Alessandro Volta su quella da 10 000.
- Gian Lorenzo Bernini su quella da 50 000.
- Caravaggio su quella da 100 000.

L'ultimo periodo che vide in vita la lira come moneta italiana, fu quello degli anni '90, in cui vennero perfezionati ulteriormente i sistemi di sicurezza, introducendo la microscrittura del filo con scritta leggibile in controluce, e dell'inchiostro a doppio effetto di colore. L'ultimo taglio di banconota fu quello da 500 000 lire, con l'effigie di Raffaello, risalente al 1997.

## Tipi di banconote emesse durante la Repubblica Italiana (1946-2002)

### Banconota da 50 lire
Durante la repubblica, si realizzò solo una versione, nel 1951, di colore verde, con la rappresentazione dell'Italia elmata sul recto.

### Banconota da 100 lire
Come per la banconota da 50 lire, si realizzò una sola versione, nel 1951, che si distingueva dalla banconota da 50 solamente per il colore rosato e il 100 riportato sulla banconota.

### Banconota da 500 lire
La banconota da 500 lire presenta 3 versioni:
1. La prima, del 1947, fu stampata dall'Officina carte valori della Banca d'Italia. Sul recto è rappresentata Cerere, ripresa dal dipinto di Raffaello: Venere, Giunone e Cerere. La donna rappresenta allegoricamente l'Italia.
2. La seconda, un "biglietto di stato" (Non emessa cioè dalla Banca d'Italia, ma dallo Stato come moneta cartacea, sostituiva delle monete argentee) del 1966, fu stampata dall'Istituto Poligrafico e Zecca dello Stato. Sul recto è rappresentata la testa della ninfa Aretusa con attorno delfini e serpenti.
3. La terza, sempre biglietto di stato del 1974, fu stampata dall'Istituto Poligrafico e Zecca dello Stato. Sul recto è rappresentata la testa alata di Mercurio al posto della ninfa della versione precedente.

### Banconota da 1 000 lire
La banconota da 1 000 lire presenta 5 versioni:
1. La prima, del 1947, di cui si distingue a sua volta una versione in cui il contrassegno di stato è la testina d'Italia, e un'altra in cui è Medusa. Sul recto è riportata un'effigie con la testa dell'Italia ripresa dalle Tre grazie della Primavera di Sandro Botticelli.
2. La seconda, del 1962, in cui sul recto è raffigurato Giuseppe Verdi; dal punto di vista decorativo questa versione è povera, infatti sono presenti solo ghirlande e bolli colorati, che lasciano grandi spazi bianchi.
3. La terza, del 1969, rinnova quella della versione precedente, rendendo il ritratto di Giuseppe Verdi molto più realistico, infatti viene arricchito di particolari quali, l'arpa estense sul recto, e una veduta del Teatro alla Scala di Milano.
4. La quarta, del 1982, in cui sul recto è raffigurato Marco Polo, mentre sul verso è riportato parte del Palazzo Ducale di Venezia, ripreso verticalmente.
5. La quinta, del 1990, in cui sul recto è raffigurata Maria Montessori, mentre sul verso è raffigurato parte del quadro "Bambini allo studio" di Armando Spadini.

### Banconota da 2 000 lire
La banconota da 2 000 venne emessa per la prima volta nel 1975 insieme alla banconota da 20 000 lire, e presenta due versioni:
1. La prima, del 1973, in cui sul recto è raffigurato Galileo Galilei, insieme ad uno scorcio di Piazza dei Miracoli, mentre sul verso è presente l'Osservatorio di Arcetri.
2. La seconda, del 1990, in cui sul recto è raffigurato Guglielmo Marconi, mentre sul verso è raffigurata la nave degli esperimenti Elettra.

### Banconota da 5 000 lire
La banconota da 5 000 lire presenta 5 versioni:
1. La prima, del 1947, in cui sul recto sono raffigurate le repubbliche marinare disegnate da Capranesi, mentre sul verso è raffigurata l'Italia laureata.
2. La seconda, del 1964, in cui sul recto è raffigurato Cristoforo Colombo, mentre sul verso è riportata una delle caravelle, la Santa Maria.
3. La terza, del 1971, è molto simile a quella della versione precedente; cambia in quanto i colori sono più realistici e sul verso non compare solo la Santa Maria, bensì tutte e tre le caravelle accompagnate da un'ancora.
4. La quarta, del 1979, in cui sul recto è raffigurato Antonello da Messina, mentre sul verso il suo dipinto Ritratto d'uomo (Londra).
5. La quinta, del 1985, in cui sul recto è raffigurato Vincenzo Bellini, con alle spalle il Teatro Massimo Vincenzo Bellini di Catania, mentre sul verso è riportata una stilizzazione di una scena della Norma.

### Banconota da 10 000 lire
La banconota da 10 000 lire presenta 4 versioni:
1. La prima, del 1948, in cui sul recto sono raffigurate le Repubbliche Marinare disegnate da Capranesi, mentre sul verso è raffigurato Dante.
2. La seconda, del 1962, in cui sul recto è rappresentato Michelangelo, mentre sul verso è riportata Piazza del Campidoglio a Roma.
3. La terza, del 1976, in cui sul recto è rappresentato il dipinto di Andrea del Castagno, Ritratto di uomo a mezzo busto, mentre sul verso è raffigurata parte dell'entrata della chiesa del Gesù Nuovo a Napoli, accompagnata da pietre bugnate a diamante.
4. La quarta, del 1984, in cui sul recto è raffigurato Alessandro Volta, mentre sul verso compare una veduta del Tempio Voltiano di Como, in cui sono conservati cimeli e altre testimonianze sullo scienziato.

### Banconota da 20 000 lire
Fu emessa solamente una volta, insieme alla banconota da 2 000; a differenza di quest'ultima presenta una sola versione, risalente al 1975, dedicata al pittore Tiziano. Infatti, sul verso è raffigurata una riproduzione dell'Amor sacro e Amor profano, mentre sul recto è rappresentato lo stesso artista.

### Banconota da 50 000 lire
La banconota da 50 000 lire presenta 4 versioni:
1. La prima, del 1967, in cui sul recto è raffigurato Leonardo da Vinci insieme alla Sant'Anna disegnata dallo stesso artista.
2. La seconda, del 1977, in cui sul recto è raffigurato il volto di una donna, mentre sul verso sono riportate rappresentazioni architettoniche.
3. La terza, del 1984, in cui sul recto è raffigurato Gian Lorenzo Bernini; a differenza della versione precedente in questa viene introdotto il filo metallico di sicurezza.
4. La quarta, del 1992, è molto simile alla precedente, con la differenza che vengono aumentati i particolari sullo sfondo, e vengono messi due fili metallici di sicurezza, il tutto per diminuire la contraffazione.

### Banconota da 100 000 lire
La banconota da 100 000 lire presenta 4 versioni:
1. La prima, del 1967, in cui sul recto è raffigurato Alessandro Manzoni, mentre sul verso è riportato uno scorcio della città di Lecco, situata sull'omonimo ramo del lago di Como, un chiaro riferimento all'inizio dei Promessi Sposi.
2. La seconda, del 1978, in cui sul recto è rappresentato il profilo di una delle tre grazie, riprese dalla Primavera di Botticelli, mentre sul verso è inserito un insieme di composizioni architettoniche.
3. La terza, del 1983, in cui sul recto è raffigurato Caravaggio con alle spalle il suo dipinto Buona ventura, mentre sul verso è riportata la sua opera Canestra di frutta.
4. La quarta, del 1994, è molto simile alla precedente, vengono introdotti solamente dei particolari e un altro filo metallico di sicurezza, per limitare la contraffazione.

### Banconota da 500 000 lire
Questo taglio di banconota fu l'ultimo emesso nella storia della lira italiana, ed è anche quello con più alto valore. Fu dedicata a Raffaello, infatti sul recto è riportato il suo autoritratto, attualmente conservato agli Uffizi, insieme ad un particolare del Trionfo di Galatea; mentre sul verso è raffigurato il suo affresco "La scuola di Atene".

## Tabella delle banconote della Repubblica
| Emissioni regolari | Emissioni regolari | Emissioni regolari | Emissioni regolari | Emissioni regolari                                                               | Emissioni regolari                                                | Emissioni regolari                                                         | Emissioni regolari | Emissioni regolari | Emissioni regolari |
| Immagine           | Valore             | Dimensioni         | Colore principale  | Descrizione                                                                      | Descrizione                                                       | Descrizione                                                                | Data di            | Data di            | Data di            |
| Immagine           | Valore             | Dimensioni         | Colore principale  | Fronte                                                                           | Retro                                                             | Filigrana                                                                  | prima stampa       | ultima stampa      | ritiro             |
| ------------------ | ------------------ | ------------------ | ------------------ | -------------------------------------------------------------------------------- | ----------------------------------------------------------------- | -------------------------------------------------------------------------- | ------------------ | ------------------ | ------------------ |
|                    | 50 L.              | 105 × 65 mm        | Verde              | Italia con elmo e armatura                                                       | Valore                                                            | Cifra 50                                                                   | 31 dicembre 1951   | 31 dicembre 1951   | ottobre 1957       |
|                    | 100 L.             | 114 × 70 mm        | Viola              | Italia con elmo e armatura                                                       | Valore                                                            | Cifra 100                                                                  | 31 dicembre 1951   | 31 dicembre 1951   | ottobre 1957       |
|                    | 500 L.             | 212 × 132 mm       | Viola              | Allegoria legge e giustizia e stemma Sabaudo                                     | Allegoria Enologia e Italia turrita                               | Testa di Roma elmata e la scritta l. 500                                   | 22 luglio 1946     | 14 novembre 1950   | 30 giugno 1953     |
|                    | 500 L.             | 144 × 70 mm        | Rosa               | Cerere ornata di spighe                                                          | Valore e monogramma b.i.                                          | Testa dell'Italia                                                          | 20 marzo 1947      | 23 gennaio 1962    | 30 giugno 1969     |
|                    | 500 L.             | 110 × 55 mm        | Verde / giallo     | Aretusa con i delfini e l'aquila con i serpenti                                  | Scritta 500 lire                                                  | Cornucopie                                                                 | 20 giugno 1966     | 23 aprile 1975     | 30 giugno 1980     |
|                    | 500 L.             | 114 × 57 mm        | Azzurro            | Testa alata di Mercurio                                                          | Scritta cinquecento                                               | Emblema della Repubblica Italiana                                          | 14 febbraio 1974   | 2 aprile 1979      | 28 febbraio 1986   |
|                    | 1 000 L.           | 244 × 147 mm       | Viola              | Scritta Mille lire e Stemma Sabaudo                                              | Testa Italia turrita e allegoria credito e commercio              | Testa dell'Italia turrita, ai bordi le scritte: lire 1000 e banca d'italia | 12 luglio 1946     | 14 novembre 1950   | 30 giugno 1953     |
|                    | 1 000 L.           | 159 × 75 mm        | Verde              | Testa dell'Italia ripresa da una delle tre grazie della Primavera di Botticelli. | Valore e monogramma B.I.                                          | Testa dell'Italia                                                          | 20 marzo 1947      | 9 gennaio 1963     | 30 giugno 1969     |
|                    | 1 000 L.           | 122 × 62 mm        | Rosa               | Giuseppe Verdi                                                                   | Valore e scritta lire mille                                       | Teste di Apollo                                                            | 14 luglio 1962     | 23 marzo 1969      | 1º luglio 1973     |
|                    | 1 000 L.           | 125 × 62 mm        | Viola              | Giuseppe Verdi e l'arpa estense                                                  | Teatro alla Scala                                                 | Teste di Apollo                                                            | 25 marzo 1969      | 30 aprile 1983     | 1º luglio 1986     |
|                    | 1 000 L.           | 113 × 60 mm        | Rosa               | Marco Polo                                                                       | Palazzo Ducale                                                    | Marco Polo                                                                 | 13 marzo 1982      | 9 maggio 1991      | 30 giugno 1995     |
|                    | 1 000 L.           | 112 × 62 mm        | Viola              | Maria Montessori                                                                 | Il dipinto Bambini allo studio di Armando Spadini                 | Maria Montessori                                                           | 24 ottobre 1990    | 25 luglio 2001     | 28 febbraio 2002   |
|                    | 2 000 L.           | 135 × 65 mm        | Giallo             | Galileo Galilei, il Duomo e la Torre di Pisa                                     | Segni zodiacali e la Cupola dell'Osservatorio di Arcetri          | Evangelista Torricelli                                                     | 8 ottobre 1973     | 8 febbraio 1993    | 15 novembre 1993   |
|                    | 2 000 L.           | 119 × 61 mm        | Giallo             | Guglielmo Marconi                                                                | La nave Elettra, antenne e apparecchio radio                      | Guglielmo Marconi                                                          | 24 ottobre 1990    | 25 maggio 2001     | 28 febbraio 2002   |
|                    | 5 000 L.           | 233 × 122 mm       | Verde              | Allegoria delle Repubbliche di Genova e Venezia                                  | Testa di Flora                                                    | Dante e Virgilio laureati                                                  | 17 gennaio 1947    | 7 gennaio 1963     | 30 giugno 1969     |
|                    | 5 000 L.           | 143 × 70 mm        | Verde / blu        | Cristoforo Colombo                                                               | Caravella                                                         | Busto di Galileo                                                           | 3 settembre 1964   | 20 gennaio 1970    | 31 luglio 1977     |
|                    | 5 000 L.           | 141 × 70 mm        | Verde / viola      | Cristoforo Colombo                                                               | Tre caravelle                                                     | Busto di Galileo                                                           | 20 maggio 1971     | 10 novembre 1977   | 1º dicembre 1982   |
|                    | 5 000 L.           | 127 × 61 mm        | Marrone            | Ritratto d'uomo di Antonello da Messina                                          | Fontana delle tartarughe e il rosone della Concattedrale di Troia | Ritratto d'uomo di Antonello da Messina                                    | 9 marzo 1979       | 19 ottobre 1983    | 1º marzo 1989      |
|                    | 5 000 L.           | 126 × 70 mm        | Verde              | Vincenzo Bellini e l'interno del Teatro Massimo Vincenzo Bellini                 | Colonna e la Norma, statua del monumento a Bellini                | Vincenzo Bellini                                                           | 31 gennaio 1985    | 25 luglio 2001     | 28 febbraio 2002   |
|                    | 10 000 L.          | 243 × 126 mm       | Rosso              | Allegoria delle Repubbliche di Genova e Venezia                                  | Medaglione con la testa di Dante Alighieri.                       | Busti di Michelangelo e Galileo Galilei                                    | 8 maggio 1948      | 24 marzo 1962      | 30 giugno 1969     |
|                    | 10 000 L.          | 156 × 78 mm        | Rosa               | Michelangelo Buonarroti                                                          | Piazza del Campidoglio di Roma                                    | David di Michelangelo                                                      | 3 luglio 1962      | 27 novembre 1973   | 31 luglio 1983     |
|                    | 10 000 L.          | 133 × 70 mm        | Verde              | Ritratto d'uomo di Andrea del Castagno                                           | Chiesa del Gesù Nuovo di Napoli                                   | Personaggio sconosciuto                                                    | 30 ottobre 1976    | 8 marzo 1984       | 21 marzo 1988      |
|                    | 10 000 L.          | 133 × 70 mm        | Blu                | Alessandro Volta                                                                 | Tempio Voltiano di Como                                           | Alessandro Volta                                                           | 3 settembre 1984   | 25 luglio 2001     | 28 febbraio 2002   |
|                    | 20 000 L.          | 161 × 78 mm        | Rosso / verde      | Tiziano Vecellio                                                                 | Amor Sacro e Amor Profano di Tiziano                              | Tiziano Vecellio                                                           | 21 febbraio 1975   | 27 maggio 1985     | 1º luglio 1985     |
|                    | 50 000 L.          | 165 × 82 mm        | Ocra               | Leonardo da Vinci                                                                | Veduta di Vinci                                                   | Testa di sant'Anna dal Cartone di sant'Anna di Leonardo Da Vinci           | 3 luglio 1967      | 7 novembre 1975    | 31 marzo 1979      |
|                    | 50 000 L.          | 150 × 70 mm        | Viola              | Volto di donna                                                                   | Alcune architetture tra cui il Pantheon e la Cappella dei Pazzi   | Testa femminile                                                            | 20 giugno 1977     | 3 aprile 1985      | 1º dicembre 1986   |
|                    | 50 000 L.          | 150 × 70 mm        | Viola              | Gianlorenzo Bernini e la Fontana del Tritone                                     | Monumento equestre a Costantino e la scala regia                  | Gianlorenzo Bernini                                                        | 15 marzo 1984      | 25 luglio 2001     | 28 febbraio 2002   |
|                    | 100 000 L.         | 175 × 86 mm        | Ocra               | Alessandro Manzoni                                                               | Veduta di Lecco                                                   | Musa                                                                       | 3 luglio 1967      | 15 gennaio 1979    | 1º dicembre 1982   |
|                    | 100 000 L.         | 157 × 70 mm        | Viola              | Testa di una delle tre grazie della Primavera di Botticelli.                     | Architetture                                                      | Testa femminile                                                            | 20 giugno 1978     | 29 ottobre 1984    | 21 marzo 1988      |
|                    | 100 000 L.         | 156 × 70 mm        | Verde              | Michelangelo Merisi da Caravaggio e il dipinto Buona ventura                     | Il dipinto Canestra di frutta di Caravaggio                       | Caravaggio                                                                 | 25 ottobre 1983    | 25 luglio 2001     | 28 febbraio 2002   |
|                    | 500 000 L.         | 163 × 78 mm        | Azzurro            | Raffaello Sanzio e il trionfo di Galatea                                         | Scuola di Atene di Raffaello                                      | Raffaello                                                                  | 13 maggio 1997     | 25 luglio 2001     | 28 febbraio 2002   |